# Bzinica Nowa
Bzinica Nowa (dodatkowa nazwa w j. niem. Wilhelmshort) – wieś w Polsce położona w województwie opolskim, w powiecie oleskim, w gminie Dobrodzień.
W latach 1975–1998 miejscowość administracyjnie należała do województwa częstochowskiego.

## Nazwa
Nazwa miejscowości notowana była w formach Bziniec Nowy (Wilhelmshort) (1920), Nowa Bzinica – Wilhelmshort (1939), Wilhelmshort (1941), Nowa Bzinica – Wilhelmshort. 
Nazwa wsi jest nazwą ponowioną od nazwy pobliskiej miejscowości Bzinica, która z kolei wywodzi się od apelatywów bez (psłw. *bъzъ), bzina ‘krzak bzu’ i została utworzona przez dodanie przyrostka -ica. Nazwa Wilhelmshort oznacza w języku niemieckim ‘schronienie Wilhelma’ lub ‘skarb Wilhelma’. Po II wojnie światowej polskie władze przyjęły nazwę Nowa Bzinica. W 2007 roku zmieniono ją na Bzinica Nowa.

## Historia
Na pieczęci gminnej z pocz. XX wieku do roku 1927 widniał wizerunek  Agnus Dei na ozdobnym wieńcu.